# سوهلاند ام روتشتاین
سوهلاند ام روتشتاین (به آلمانی: Sohland am Rotstein) یک منطقهٔ مسکونی در آلمان است که در رایشنباخ واقع شده‌است. سوهلاند ام روتشتاین ۱٬۳۱۲ نفر جمعیت دارد.